# Sylvain André
Sylvain André, född 14 oktober 1992 i Cavaillon, är en fransk BMX-cyklist.

## Karriär
Vid VM i Pietermaritzburg 2010 tog André guld i juniorklassen i BMX. Därefter tog han brons i tempoloppet vid både VM i Birmingham 2012 och VM i Auckland 2013. I juli 2017 vid VM i Rock Hill tog André silver i BMX. I juni 2018 vid VM i Baku tog han sitt första VM-guld. I juli 2019 vid VM i Heusden-Zolder tog André brons efter att ha slutat bakom nederländska Twan van Gendt och Niek Kimmann.
I juli 2021 vid OS i Tokyo slutade André på fjärde plats i herrarnas race i BMX. Följande månad vid VM i Papendal tog han silver och blev den första cyklisten att ta medalj i fyra raka VM i BMX.
Vid OS 2024 tog han silver i BMX racing.